# Karlsruher Sport-Club Mühlburg-Phönix 1974-1975
Questa voce raccoglie le informazioni riguardanti il Karlsruher Sport-Club Mühlburg-Phönix nelle competizioni ufficiali della stagione 1974-1975.

## Stagione
Nella stagione 1974-1975 il Karlsruhe, allenato da Carl-Heinz Rühl, concluse il campionato di 2. Bundesliga al 1º posto. In Coppa di Germania il Karlsruhe fu eliminato al primo turno dal Bayern Hof.

## Rosa
| N. |                     | Ruolo | Calciatore        |
| -- | ------------------- | ----- | ----------------- |
|    | Germania (bandiera) | P     | Siegfried Kessler |
|    | Germania (bandiera) | P     | Rudi Wimmer       |
|    | Germania (bandiera) | D     | Günther Fuchs     |
|    | Germania (bandiera) | D     | Gerd Komorowski   |
|    | Germania (bandiera) | D     | Kurt Niedermayer  |
|    | Germania (bandiera) | D     | Jürgen Radau      |
|    | Germania (bandiera) | D     | Ewald Schäffner   |
|    | Germania (bandiera) | D     | Rainer Ulrich     |
|    | Germania (bandiera) | C     | Peter Gutzeit     |

| N. |                     | Ruolo | Calciatore         |
| -- | ------------------- | ----- | ------------------ |
|    | Germania (bandiera) | C     | Hans Haunstein     |
|    | Germania (bandiera) | C     | Martin Kübler      |
|    | Germania (bandiera) | C     | Wilfried Trenkel   |
|    | Germania (bandiera) | A     | Karl Berger        |
|    | Germania (bandiera) | A     | Georg Bürklen      |
|    | Germania (bandiera) | A     | Karl-Heinz Diemand |
|    | Germania (bandiera) | A     | Bernd Hoffmann     |
|    | Germania (bandiera) | A     | Ewald Kling        |
|    | Germania (bandiera) | A     | Roland Vogel       |

## Organigramma societario
Area tecnica
- Allenatore: Carl-Heinz Rühl
- Allenatore in seconda:
- Preparatore dei portieri:
- Preparatori atletici:

## Calciomercato

### Sessione estiva
| Acquisti | Acquisti         | Acquisti             | Acquisti |
| R.       | Nome             | da                   | Modalità |
| -------- | ---------------- | -------------------- | -------- |
| C        | Peter Gutzeit    | Hertha Berlino       |          |
| A        | Bernd Hoffmann   | Heilbronn            |          |
| C        | Martin Kübler    | Heilbronn            |          |
| D        | Kurt Niedermayer | Karlsruhe (juniores) |          |

| Cessioni | Cessioni         | Cessioni        | Cessioni |
| R.       | Nome             | a               | Modalità |
| -------- | ---------------- | --------------- | -------- |
| A        | Gerd Faltermeier | SC Baden-Baden  |          |
| D        | Friedhelm Groppe | Würzburg        |          |
| C        | Wolfgang Platz   | SpVgg Neckarelz |          |

### Sessione invernale
| Acquisti | Acquisti | Acquisti | Acquisti |
| R.       | Nome     | da       | Modalità |
| -------- | -------- | -------- | -------- |

| Cessioni | Cessioni | Cessioni | Cessioni |
| R.       | Nome     | a        | Modalità |
| -------- | -------- | -------- | -------- |

## Risultati

### 2. Bundesliga

#### Girone di andata
| Arbitro: | Dittmer |

|                 |           |                                            |
| Ludwig 32’, 65’ | Marcatori | 46’ (rig.) Schäffner 62’ Fuchs 88’ Trenkel |

| Arbitro: | Gewahl |

|                   |           |  |
| Hoffmann 72’, 77’ | Marcatori |  |

| Arbitro: | Röder |

|             |           |             |
| Größler 28’ | Marcatori | 36’ Gutzeit |

| Arbitro: | Walther |

|                  |           |                 |
| Hoffmann 7’, 55’ | Marcatori | 72’ (rig.) Denz |

| Arbitro: | Kollmann |

|  |           |           |
|  | Marcatori | 75’ Vogel |

| Arbitro: | Quindeau |

|            |           |  |
| Berger 58’ | Marcatori |  |

| Arbitro: | Betz |

|           |           |                                          |
| Savić 53’ | Marcatori | 13’ Berger 74’, 88’ Hoffmann 78’ Trenkel |

| Arbitro: | Dreher |

|                                                                   |           |                    |
| Kübler 40’ Berger 48’ Gutzeit 57’ Trenkel 60’ (rig.) Hoffmann 75’ | Marcatori | 78’ (rig.) Kubasik |

| Arbitro: | Boos |

|            |           |            |
| Holoch 51’ | Marcatori | 8’ Gutzeit |

| Arbitro: | Joos |

|            |           |           |
| Haller 64’ | Marcatori | 54’ Vogel |

| Arbitro: | Schmoock |

|              |           |  |
| Hoffmann 70’ | Marcatori |  |

| Arbitro: | Biwersi |

|                              |           |  |
| Walitza 65’ (rig.) Sturz 71’ | Marcatori |  |

| Arbitro: | Haselberger |

|                                                         |           |  |
| Fuchs 18’, 35’ Gutzeit 30’, 65’ Hoffmann 44’ Berger 63’ | Marcatori |  |

| Arbitro: | Boos |

|              |           |  |
| Hoffmann 19’ | Marcatori |  |

| Arbitro: | Schröder |

|                        |           |           |
| Gentes 15’, 64’ (rig.) | Marcatori | 68’ Fuchs |

| Arbitro: | Wohlfarth |

|                                           |           |  |
| Dürrschmidt 54’ (aut.) Gutzeit 78’ (rig.) | Marcatori |  |

| Arbitro: | Frickel |

|                                             |           |                           |
| Bechtold 48’ (rig.) Weber 51’ Lindemann 89’ | Marcatori | 22’ Gutzeit 34’ Haunstein |

| Arbitro: | Klauser |

|                   |           |  |
| Hoffmann 51’, 82’ | Marcatori |  |

| Arbitro: | Dittmer |

|                                             |           |  |
| Warken 5’, 76’ Dussier 48’ (rig.), 75’, 88’ | Marcatori |  |

#### Girone di ritorno
| Arbitro: | Gaus |

|                                                 |           |                     |
| Hoffmann 18’, 58’ Trenkel 41’ (rig.) Kübler 74’ | Marcatori | 13’ Ludwig 56’ Lenz |

| Arbitro: | Hontheim |

|             |           |                          |
| Schmieh 60’ | Marcatori | 5’ Vogel 83’ Niedermayer |

| Arbitro: | Hellwig |

|                                                    |           |            |
| Trenkel 12’ Berger 42’ Hoffmann 61’, 70’ Fuchs 89’ | Marcatori | 60’ Dvorak |

| Arbitro: | Schröder |

|  |           |           |
|  | Marcatori | 70’ Vogel |

| Arbitro: | Riegg |

|                             |           |          |
| Berger 4’, 38’ Hoffmann 35’ | Marcatori | 17’ Ritz |

| Arbitro: | Linn |

|                                              |           |                  |
| Hofmann 19’ Bopp 29’, 74’ (rig.) Heubeck 52’ | Marcatori | 20’, 88’ Gutzeit |

| Arbitro: | Nützel |

|                                                  |           |  |
| Hoffmann 20’, 68’, 86’ Gutzeit 88’ Haunstein 90’ | Marcatori |  |

| Arbitro: | Betz |

|                    |           |  |
| Kubasik 63’ (rig.) | Marcatori |  |

| Arbitro: | Dellwing |

|                      |           |             |
| Fuchs 67’ Kübler 88’ | Marcatori | 48’ Schroff |

| Arbitro: | Wohlfarth |

|                                         |           |  |
| Haunstein 13’ (rig.) Gutzeit 88’ (rig.) | Marcatori |  |

| Arbitro: | Röder |

|             |           |                                        |
| Bartels 87’ | Marcatori | 43’ Niedermayer 61’ Hoffmann 64’ Vogel |

| Arbitro: | Antz |

|              |           |              |
| Haunstein 8’ | Marcatori | 76’ Pechtold |

| Arbitro: | Aldinger |

|                              |           |  |
| Emmerich 8’ Seubert 66’, 69’ | Marcatori |  |

| Arbitro: | Joos |

|              |           |              |
| Seelmann 31’ | Marcatori | 87’ Hoffmann |

| Arbitro: | Riegg |

|                                                 |           |  |
| Kübler 10’ Hoffmann 30’, 65’, 77’ Haunstein 88’ | Marcatori |  |

| Arbitro: | Hellwig |

|                                |           |  |
| Lippert 10’ Deutscher 51’, 66’ | Marcatori |  |

| Arbitro: | Nützel |

|                 |           |                     |
| Berger 14’, 47’ | Marcatori | 46’ Künkel 53’ Metz |

| Arbitro: | Dellwing |

|                                         |           |                      |
| Wilhelm 20’, 38’ Schmidt 56’ Brinsa 76’ | Marcatori | 26’ Berger 52’ Vogel |

| Arbitro: | Ross |

|  |           |                                      |
|  | Marcatori | 15’, 77’ Spohr 70’ Paulus 80’ Warken |

### Coppa di Germania
| Arbitro: | Linn |

|  |           |          |
|  | Marcatori | 48’ Zapf |

## Statistiche

### Statistiche di squadra
| Competizione      | Punti | In casa | In casa | In casa | In casa | In casa | In casa | In trasferta | In trasferta | In trasferta | In trasferta | In trasferta | In trasferta | Totale | Totale | Totale | Totale | Totale | Totale | DR  |
| Competizione      | Punti | G       | V       | N       | P       | Gf      | Gs      | G            | V            | N            | P            | Gf           | Gs           | G      | V      | N      | P      | Gf     | Gs     | DR  |
| ----------------- | ----- | ------- | ------- | ------- | ------- | ------- | ------- | ------------ | ------------ | ------------ | ------------ | ------------ | ------------ | ------ | ------ | ------ | ------ | ------ | ------ | --- |
| 2. Bundesliga     | 50    | 19      | 16      | 2       | 1       | 51      | 14      | 19           | 6            | 4            | 9            | 25           | 36           | 38     | 22     | 6      | 10     | 76     | 50     | +26 |
| Coppa di Germania | -     | 1       | 0       | 0       | 1       | 0       | 1       | 0            | 0            | 0            | 0            | 0            | 0            | 1      | 0      | 0      | 1      | 0      | 1      | -1  |
| Totale            | 50    | 20      | 16      | 2       | 2       | 51      | 15      | 19           | 6            | 4            | 9            | 25           | 36           | 39     | 22     | 6      | 11     | 76     | 51     | +25 |

### Andamento in campionato
| Giornata  | 1 | 2 | 3 | 4 | 5 | 6 | 7 | 8 | 9 | 10 | 11 | 12 | 13 | 14 | 15 | 16 | 17 | 18 | 19 | 20 | 21 | 22 | 23 | 24 | 25 | 26 | 27 | 28 | 29 | 30 | 31 | 32 | 33 | 34 | 35 | 36 | 37 | 38 |
| --------- | - | - | - | - | - | - | - | - | - | -- | -- | -- | -- | -- | -- | -- | -- | -- | -- | -- | -- | -- | -- | -- | -- | -- | -- | -- | -- | -- | -- | -- | -- | -- | -- | -- | -- | -- |
| Luogo     | T | C | T | C | T | C | T | C | T | T  | C  | T  | C  | C  | T  | C  | T  | C  | T  | C  | T  | C  | T  | C  | T  | C  | T  | C  | C  | T  | C  | T  | T  | C  | T  | C  | T  | C  |
| Risultato | V | V | N | V | V | V | V | V | N | N  | V  | P  | V  | V  | P  | V  | P  | V  | P  | V  | V  | V  | V  | V  | P  | V  | P  | V  | V  | V  | N  | P  | N  | V  | P  | N  | P  | P  |
| Posizione | 5 | 2 | 3 | 3 | 1 | 1 | 1 | 1 | 1 | 1  | 1  | 1  | 1  | 1  | 1  | 1  | 1  | 1  | 1  | 1  | 1  | 1  | 1  | 1  | 1  | 1  | 1  | 1  | 1  | 1  | 1  | 1  | 1  | 1  | 1  | 1  | 1  | 1  |

Legenda:

Luogo: C = Casa; T = Trasferta. Risultato: V = Vittoria; N = Pareggio; P = Sconfitta.

### Statistiche dei giocatori
| Giocatore      | 2. Bundesliga | 2. Bundesliga | 2. Bundesliga | 2. Bundesliga | Coppa di Germania | Coppa di Germania | Coppa di Germania | Coppa di Germania | Totale   | Totale | Totale      | Totale     |
| Giocatore      | Presenze      | Reti          | Ammonizioni   | Espulsioni    | Presenze          | Reti              | Ammonizioni       | Espulsioni        | Presenze | Reti   | Ammonizioni | Espulsioni |
| -------------- | ------------- | ------------- | ------------- | ------------- | ----------------- | ----------------- | ----------------- | ----------------- | -------- | ------ | ----------- | ---------- |
| K. Berger      | 32            | 10            | 2             | 0             | 1                 | 0                 | 0                 | 0                 | 33       | 10     | 2           | 0          |
| G. Bürklen     | 1             | 0             | 0             | 0             | 0                 | 0                 | 0                 | 0                 | 1        | 0      | 0           | 0          |
| K. Diemand     | 1             | 0             | 0             | 0             | 1                 | 0                 | 0                 | 0                 | 2        | 0      | 0           | 0          |
| G. Fuchs       | 33            | 6             | 5             | 0             | 1                 | 0                 | 0                 | 0                 | 34       | 6      | 5           | 0          |
| P. Gutzeit     | 28            | 11            | 2             | 0             | 1                 | 0                 | 0                 | 0                 | 29       | 11     | 2           | 0          |
| H. Haunstein   | 26            | 5             | 0             | 0             | 0                 | 0                 | 0                 | 0                 | 26       | 5      | 0           | 0          |
| B. Hoffmann    | 38            | 25            | 1             | 0             | 1                 | 0                 | 0                 | 0                 | 39       | 25     | 1           | 0          |
| S. Kessler     | 0             | 0             | 0             | 0             | 0                 | 0                 | 0                 | 0                 | 0        | 0      | 0           | 0          |
| E. Kling       | 15            | 0             | 0             | 0             | 1                 | 0                 | 0                 | 0                 | 16       | 0      | 0           | 0          |
| G. Komorowski  | 35            | 0             | 1             | 0             | 1                 | 0                 | 0                 | 0                 | 36       | 0      | 1           | 0          |
| M. Kübler      | 37            | 4             | 0             | 0             | 1                 | 0                 | 0                 | 0                 | 38       | 4      | 0           | 0          |
| K. Niedermayer | 16            | 2             | 0             | 0             | 0                 | 0                 | 0                 | 0                 | 16       | 2      | 0           | 0          |
| J. Radau       | 37            | 0             | 4             | 0             | 1                 | 0                 | 0                 | 0                 | 38       | 0      | 4           | 0          |
| E. Schäffner   | 23            | 1             | 2             | 0             | 1                 | 0                 | 0                 | 0                 | 24       | 1      | 2           | 0          |
| W. Trenkel     | 33            | 5             | 2             | 0             | 1                 | 0                 | 0                 | 0                 | 34       | 5      | 2           | 0          |
| R. Ulrich      | 35            | 0             | 3             | 0             | 1                 | 0                 | 0                 | 0                 | 36       | 0      | 3           | 0          |
| R. Vogel       | 36            | 6             | 2             | 0             | 0                 | 0                 | 0                 | 0                 | 36       | 6      | 2           | 0          |
| R. Wimmer      | 38            | 0             | 0             | 0             | 1                 | 0                 | 0                 | 0                 | 39       | 0      | 0           | 0          |